# Two Chase Manhattan Plaza
Le Two Chase Manhattan Plaza est un gratte-ciel de 150 mètres construit à New York en 1926. Il est actuellement occupé par des appartements luxueux. 